# Hamish McAlpine
Hamish McAlpine (Kilspindie, 21 gennaio 1948) è un ex calciatore scozzese, di ruolo portiere.

## Carriera
Fu nominato Giocatore dell'anno della SFWA nel 1985. Giocò come fuori quota nella Nazionale Scozzese Under-21, esordendo nel 1983 all'età di 35 anni.

## Palmarès

### Club

#### Competizioni nazionali
- Campionato scozzese: 1

Dundee United: 1982-1983
- Coppa di Lega scozzese: 2

Dundee United: 1979-1980, 1980-1981